# Tipula (Schummelia) jacksoniana
Tipula (Schummelia) jacksoniana is een tweevleugelige uit de familie langpootmuggen (Tipulidae). De soort komt voor in het Afrotropisch gebied.